# Elatostema coriaceifolium
Elatostema coriaceifolium es una especie de planta del género Elatostema, perteneciente a la familia Urticaceae.

## Taxonomía
Elatostema coriaceifolium fue descrita por Wen Tsai Wang en 1993.

## Distribución
Se encuentra en el territorio centro-sur y sudeste de China.